# Francis Burdett

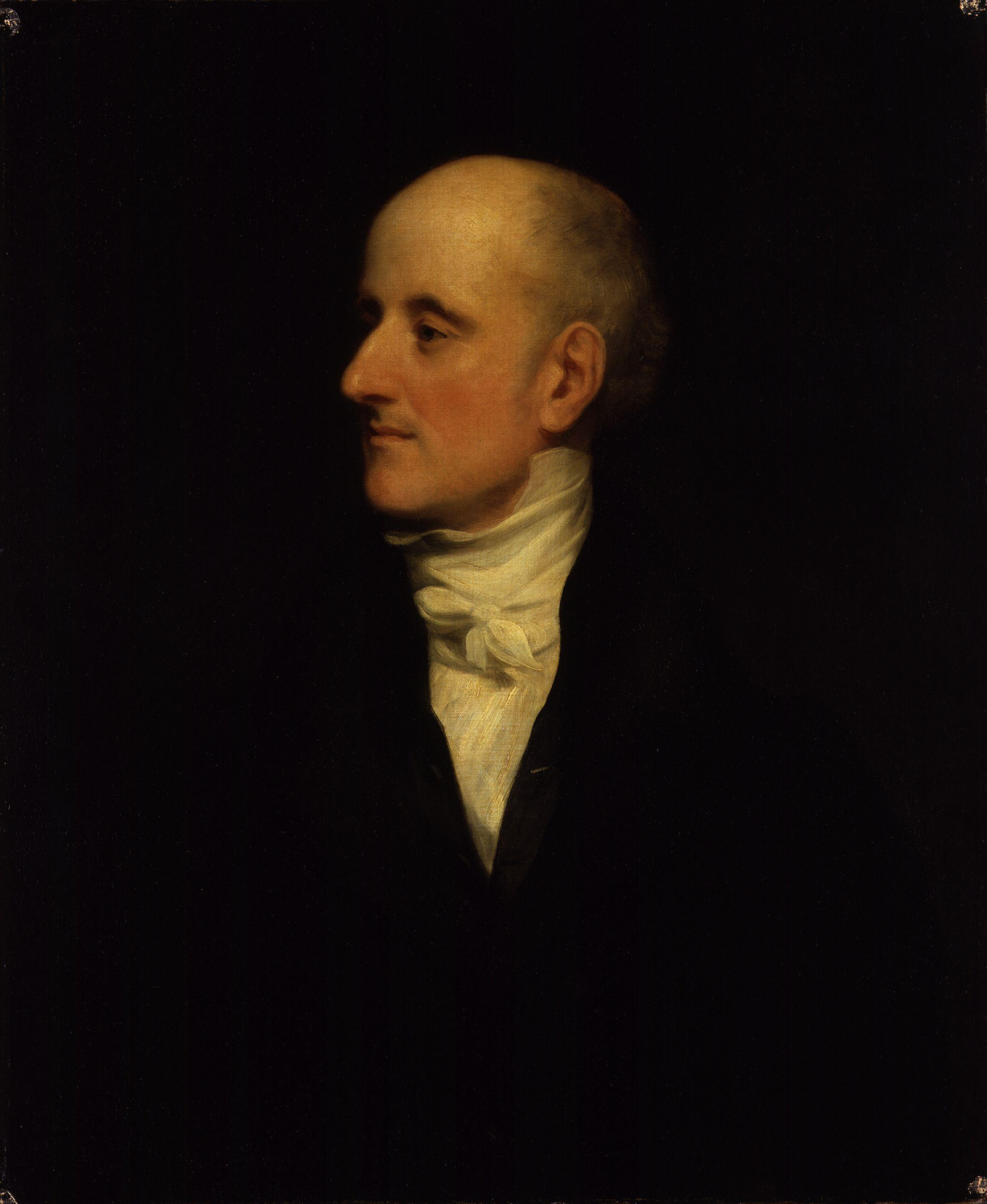
Sir Francis Burdett, 5. Baronet

Sir Francis Burdett, 5. Baronet (* 25. Januar 1770 in Foremarke Hall, Derbyshire; † 23. Januar 1844 in London) war ein britischer Reformpolitiker.

## Leben
Er war der ältere Sohn und Erbe des Francis Burdett (1743–1794) aus dessen Ehe mit Eleanor Jones († 1783). Im Februar 1797 erbte er beim Tod seines Großvaters väterlicherseits, Sir Robert Burdett, 4. Baronet dessen 1619 geschaffenen Adelstitel eines Baronet, of Bramcote in the Parish of Polesworth in the County of Warwick.
Francis Burdett besuchte die Westminster School, studierte am Christ Church College der Universität Oxford, bereiste den Kontinent und heiratete 1793 die Tochter eines reichen Bankiers, Sophie Coutts. 1796 wurde er erstmals ins Unterhaus gewählt. Von 1796 bis 1802 war er Abgeordneter für Boroughbridge, 1802 bis 1804 und 1805 bis 1806 für Middlesex, 1807 bis 1837 für Westminster und 1837 bis 1844 für Wiltshire Northern. Im Parlament stand er anfangs auf Seiten der Whig-Opposition und sprach gegen die Politik Pitts. Er machte sich zum Anwalt liberaler Forderungen, vor allem der Parlamentsreform, bekämpfte die damalige Aufhebung der Habeas-Corpus-Akte, den Krieg gegen Frankreich und forderte Untersuchung und Besserung des Gefängniswesens. Seine Wahl in Westminster (1807), das er 30 Jahre lang vertrat, galt als ein Triumph der Reformpartei. Er focht unablässig für seine Grundsätze, hatte aber auch Verfolgung und gerichtliche Strafe zu erleiden. 1810 wurde er beispielsweise, weil er eine im Unterhaus gehaltene Rede publizierte, einige Wochen in den Tower gesperrt.
Nach Napoleons Rückkehr von Elba (1815) drang Burdett auf Frieden mit Frankreich und bekämpfte 1819 Lord Castlereaghs Beschränkungen der Presse. 1820 wurde er wiederum in einem politischen Prozess zu hoher Geldbuße und Gefängnis verurteilt. Nachdrücklich wirkte er 1828 für die Rechte der Katholiken und 1832 für die Parlamentsreform, die nun durchging. 1837 trat er zu den Tories über und übte von da an keinen großen Einfluss mehr aus. Er starb am 23. Januar 1844 im Alter von 74 Jahren in London und wurde in Ramsbury, Wiltshire, begraben.
Aus seiner Ehe mit Sophia Coutts hatte er fünf Töchter und einen Sohn, der seinen Titel und seine Güter erbte:
- Sophia Burdett (1794–1849) ⚭ Hon. Robert Otway-Cave, Sohn der 3. Baroness Braye;
- Sir Robert Burdett, 6. Baronet (1796–1880);
- Susannah Burdett (1800–1886) ⚭ 1830 John Trevanion;
- Joanna Frances Burdett (1804–1862);
- Clara Maria Burdett (1806–1899) ⚭ Rev. James Money, Eltern des 5. Baron Latymer;
- Angela Georgina Burdett-Coutts, 1. Baroness Burdett-Coutts (1814–1906) ⚭  Rt. Hon. William Burdett-Coutts-Bartlett-Coutts, MP.